# فرودگاه بین‌المللی گاری/چیکگو
فرودگاه بین‌المللی گاری/چیکگو (به انگلیسی: Gary/Chicago International Airport) یک فرودگاه همگانی با کد یاتا GYY است که یک باند فرود آسفالت دارد و طول باند آن ۱۰۹۸ متر است. این فرودگاه در کشور ایالات متحده آمریکا قرار دارد و در ارتفاع ۱۸۰ متری از سطح دریا واقع شده‌است.